# Йорданов, Евгений
Евге́ний Стано́йков Йорда́нов (болг. Евгени Станойков Йорданов; 4 февраля 1978, Кюстендил) — болгарский футболист, нападающий.

## Карьера
Начинал карьеру в команде из родного города «Велбажд». Дважды отдавался в аренду — в «Вихр» и варненский «Спартак». В 2001 перешёл в «Пирин». Затем с 2002 по 2003 год играл за «Македонску Славу», а в 2003 стал игроком софийского ЦСКА. В составе армейского клуба Йорданов стал чемпионом Болгарии. В 2005 году его купил российский «Амкар». В чемпионате России он дебютировал 21 августа в матче против «Рубина», выйдя на замену на 78-й минуте Андрею Кобенко. Всего в первом сезоне Йорданов сыграл 5 матчей. В 2006 он провёл 4 встречи в Премьер-лиге и 1 в Кубке. По окончании сезона «Амкар» отдал его в аренду в софийский ЦСКА, а в 2007 продал в клуб «Марек». С 2008 по 2009 Йорданов вновь выступал за ЦСКА, а с 2009 по 2010 и с 2010 по 2011 год играл в «Вихрене» и «Берое», после чего завершил карьеру. В 2014 вернулся в «Марек».

## Достижения
ЦСКА
- Чемпион Болгарии (2): 2004/05, 2007/08
- Обладатель Суперкубка Болгарии: 2008